# Рахиня
Рахи́ня — село Долинської громади Калуського району Івано-Франківської області України.
Фактично є північно-східним передмістям міста Долина. Село межує на півдні із селом Новичка, яке, в свою чергу практично зливається із містом Долина.

## Історія
Перша згадка про село датується 1395 роком.
У люстрації 1469 року згадується повинність села в оснащенні та постійному утриманні одного списника і двох лучників. У податковому реєстрі 1515 року в селі документується оренда 4 ланів (близько 100 га) оброблюваної землі Дубравськими та ще 3 ланів — Раськом. В 1648 році жителі села брали активну участь у народному повстанні, за що їх очікувала кривава розправа після відходу Хмельницького.
У 1668 році в Долині пройшло т. зв. «Долинське повстання». Розпочалось воно з Рахині, коли один із польських панів хотів конфіскувати майно в селян. Повстання перекинулось через сусідні села в Долину. Головний штаб був у селі Тростянець, де проходив вишкіл молодих новобранців. Після загальної мобілізації поляки змогли придушити збройний спротив.
Рахиня була у володінні полонізованих руських родів Чурилів, Дідушицьких, а також Слобода з соляними банями Лісна і Новиця (Новичка), Пациків, Лолин, Нягрин над Свічею, Сенечів, Рівня коло Слободи над Лімницею, Топільське та Голинь над Сівкою.
До 1791 року в селі існувала солеварня.
У 1880 році було 167 будинків і 738 мешканців у селі та 8 будинків і 48 мешканців на прилеглій території, до якої належали Якубів, Яворів і Велика Тур'я (538  греко-католиків, 176 римо-католиків, 59 юдеїв, 13 інших визнань; 588 українців, 34 поляки, 164 німці), церква святого Іллі (парохія в Долині) та філіальна школа.
1 серпня 1934 р. в Польщі було здійснено новий поділ на сільські ґміни шляхом об'єднання тогочасних (збережених від Австро-Угорщини) ґмін, які позначали громаду села. Новоутворені ґміни відповідали волості — об'єднували громади кількох сіл або (в дуже рідкісних випадках) обмежувались єдиним дуже великим селом. Згідно з цим була утворена Ґміна Рахиня, шляхом об'єднання ґмін: (Белеїв, ВеликаТур'я, Гофнунґзау, Надіїв, Рахиня, Слобода-Долинська, Солуків, Тростянець, Якубів), з центром в с. Рахиня. 
У 1939 році в селі проживало 1410 мешканців (1050 українців, 30 поляків, 20 латинників, 30 євреїв і 280 німців та інших національностей).
Після приєднання регіону до складу УСРР, з Ґмін Рахиня і Брошнюв, а також м. Долина утворено Долинський район.
Під час Німецької окупації відновлено колишній поділ на Ґміни.
Околиці села були місцями запеклих боїв сотень УПА «Журавлі» і «Рисі» проти окупантів.
В 1946 році у селі Рахиня створено хату-читальню в будинку, що збудований на кошти громади 1898 року.
В 50-х роках замість хати-читальні свою роботу розпочинає бібліотека, яку перенесено в приміщення сільської Ради, розташованої біля колгоспу. Бібліотека розміщувалась в двох невеличких кімнатах.
Станом на 1968-1973 рр. у Рахині знаходиться центральна садиба колгоспу «Ленінська правда». Господарство мало 1133 га земельних угідь. Напрям льонарсько-тваринницький.

## Населення

### Мова
Розподіл населення за рідною мовою за даними перепису 2001 року:
| Мова            | Кількість | Відсоток |
| --------------- | --------- | -------- |
| українська      | 1137      | 99.39%   |
| російська       | 13        | 0.35%    |
| білоруська      | 1         | 0.09%    |
| інші/не вказали | 1         | 0.17%    |
| Усього          | 1144      | 100%     |

## Природно-заповідні території
Неподалік від села розташовані заповідні урочища: Березина, Дубове, Надіїв, Під гаєм, Підліс і Рахиня.

## Джерела

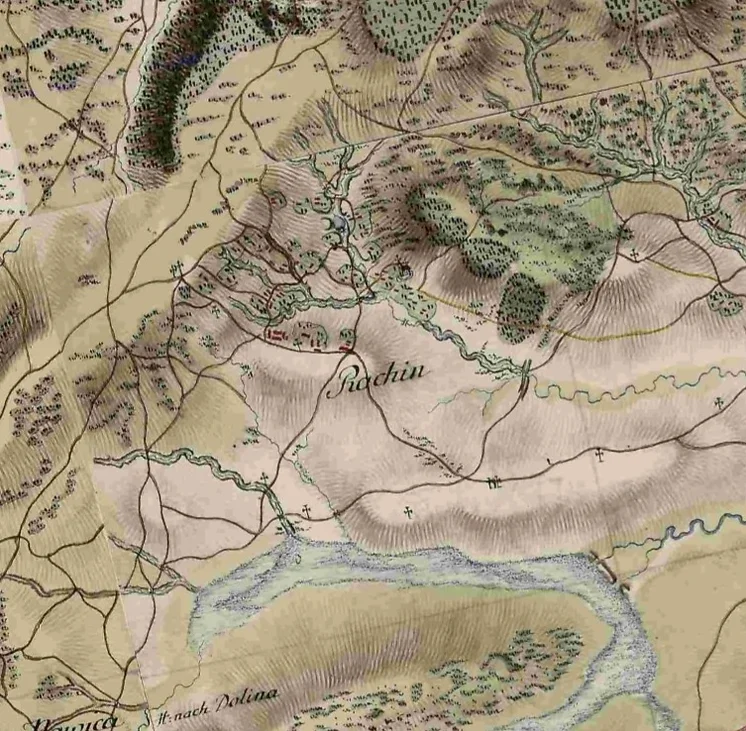
Рахиня на карті Фрідріха фон Міга 1779-1783рр.

## Уродженці села
- Омелян Коваль — член ОУН, в'язень коцтабору Аушвіц[7].
- Козак Микола — крайовий референт Служби Безпеки ОУН на Північно-Західних Українських Землях.
- Теодорович Йосафата Ірина — церковна діячка, василіянка в Галичині й США, рідна сестра священиків-василіян Епіфанія і Павла Теодоровичів та монахині Моніки Теодорович-Полянської, ЧСВВ.